# Max Bauder
Max Albert Ludwig Bauder (* 31. August 1877 in Freudenstadt; † nach 1935) war ein deutscher Architekt.

## Leben
Er war der Sohn des Professors und Architekten Albert Bauder (1853–1930) und dessen Ehefrau Mathilde geborene Weiß und war evangelischer Konfession. Sein jüngerer Bruder Theodor Bauder (1888–1945) wurde Bauingenieur und SA-Führer in der Zeit des Nationalsozialismus.
1898 zogen seine Eltern mit Familie nach Stuttgart. Nach dem Besuch des dortigen Realgymnasiums legte Max Bauder 1901 die Erste Staatsprüfung im Hochbau ab und wurde zum Regierungsbauführer ernannt. Nachdem Max Bauder im Jahre 1906 die Zweite Staatsprüfung erfolgreich absolviert hatte, erfolgte seine Ernennung zum Regierungsbaumeister.
Als Architekt arbeitete Max Bauder bis 1900 und wechselte dann als Architekt und Ingenieur zur Firma Wayß & Freitag in Neustadt an der Weinstraße. Nach drei Jahren in München wurde er 1906 Direktor der Steinfabrik in Ulm, ein Jahr später trat er in den Dienst des Militärbauamtes in Ulm. Von 1908 bis 1909 wirkte er mit beim Bau der Marineschule Mürwik bei Flensburg. Im Anschluss übernahm er bis 1912 die Bauleitung des Hoftheaters in Stuttgart. 1913 findet man ihn in Berchtesgaden beim Um- und Neubau eines Grand Hotels. Von 1914 bis 1928 wirkte er in Berlin zunächst als Direktor und zum Schluss als Generaldirektor bei der Firma Heilmann & Littmann GmbH. 1929 übernahm er die Bauleitung des Europahauses in Berlin und entwarf weitere Großbauten, wie das Haus des Rundfunks in Berlin. Er realisierte auch den Durchbruch der Hedemannstraße mit dem Bau von zwölf neuen Häusern. Weitere Bauten von ihm waren der Neubau der Firma I.G. Farben in Frankfurt am Main oder das Verwaltungsgebäude einer Maschinenbaufabrik in Lübeck.
Er lebte in Berlin-Tempelhof, Albrechtstraße 56.

## Familie
Max Bauder heiratete im Juni 1910 in Stuttgart Martine geborene Greil. Aus der Ehe gingen zwei Töchter und vier Söhne hervor.